# Leslie Carter (actrice)
Pour les articles homonymes, voir Leslie Carter (homonymie), Carter et Dudley (homonymie).
Caroline Louise Dudley, dite Mrs Leslie Carter (nom de son premier époux), née à Lexington (Kentucky) le 10 juin 1862 et morte le 13 novembre 1937, est une actrice américaine.

## Biographie
Mrs. Leslie Carter, devenue une protégée de David Belasco, producteur et auteur de théâtre très connu, fit ses premières représentations sur les planches en 1890 dans The Ugly Duckling. Heart of Maryland (1895) lui apporta une notoriété et une reconnaissance du milieu théâtral, qui lui permit, toujours sous la direction de David Belasco, de conforter son succès avec Zaza (1899), Du Barry (1901), et Adrea (1905). Leur association s’est terminée à son second mariage en 1906 avec l'acteur Louis Payne, après quoi sa popularité d'actrice a été moindre.

## Carrière

### Théâtre
- The Ugly Duckling (1890)
- The Heart of Maryland (1895)
- Zaza (1899)
- Du Barry (1901)

### Cinéma
- The Scales of Justice (1914)
- DuBarry (1915)
- The Heart of Maryland (1915)
- The Lifeguardsman (1916)
- Rocky Mountain Mystery (1935)
- Becky Sharp (non créditée, 1935)